# 2810 Lev Tolstoj
2810 Lev Tolstoj (1978 RU5) là một tiểu hành tinh vành đai chính được phát hiện ngày 13 tháng 9 năm 1978 bởi N. Chernykh ở Nauchnyj.